# Цисна (гмина)
Цисна (пол. Cisna) — сельская гмина (волость) в Польше, входит как административная единица в Лесковский повет, Подкарпатское воеводство. Население — 1665 человек (на 2004 год).

## Демография
| Перепись                       | Всего   | Всего | Женщины | Женщины | Мужчины | Мужчины |
| ------------------------------ | ------- | ----- | ------- | ------- | ------- | ------- |
| Единицы                        | человек | %     | человек | %       | человек | %       |
| Население                      | 1665    | 100   | 793     | 47,6    | 872     | 52,4    |
| Плотность населения (чел./км²) | 5,8     | 5,8   | 2,8     | 2,8     | 3       | 3       |

## Сельские округа
В гмину Цисна входят следующие округа:
1. Ветлина
2. Смерек
3. Кальница
4. Стшебовиска
5. Пшислуп
6. Цисна

## Населённые пункты
Бук, Ветлинка, Габковце, Должица, Жубраче, Завуй, Кальница, Кживе, Лишна, Лопенка, Луг, Майдан, Мочарне, Пшислуп, Роштоке-Гурне, Смерек, Солинка, Стшебовиска, Цисна.

## Соседние гмины
1. Гмина Балигруд
2. Гмина Чарна
3. Гмина Команьча
4. Гмина Лютовиска
5. Гмина Солина
6. Словацья
7. Край-прешовски